# Werner Balte
Werner Balte (* 17. Februar 1948 in Bochum; † 17. März 2007) war ein deutscher Fußballspieler.

## Karriere
Werner Balte spielte von 1966 bis 1977 für den VfL Bochum und erzielte in 276 Spielen 95 Tore, davon 38 Tore in 170 Spielen in der Bundesliga. Sein größter sportlicher Erfolg war das Erreichen des DFB-Pokal-Finales im Jahr 1968, das der VfL jedoch 1:4 gegen den 1. FC Köln verlor. Am 20. Juni 1971 erzielte Balte das vierte Tor des Monats im Spiel der Aufstiegsrunde zur Bundesliga des VfL gegen Tasmania Berlin. Nachdem Torwart Horst Grunenberg den Ball zum Abschlag in die Luft geworfen hatte, beförderte Balte das somit freigegebene Spielgerät in das Tor der Berliner.
Später arbeitete er als Trainer, unter anderem in der Jugendabteilung des VfL Bochum, wo er Spieler wie Martin Kree und Frank Heinemann entdeckte.
Werner Balte verstarb am 17. März 2007 einen Monat nach seinem 59. Geburtstag nach einer schweren Krankheit. Ihm zu Ehren wurde vor der Bundesligapartie VfL Bochum gegen Hannover 96 am 1. April 2007 eine Gedenkminute abgehalten.